# Båstad (Gemeinde)
Koordinaten: 56° 26′ N, 12° 51′ O

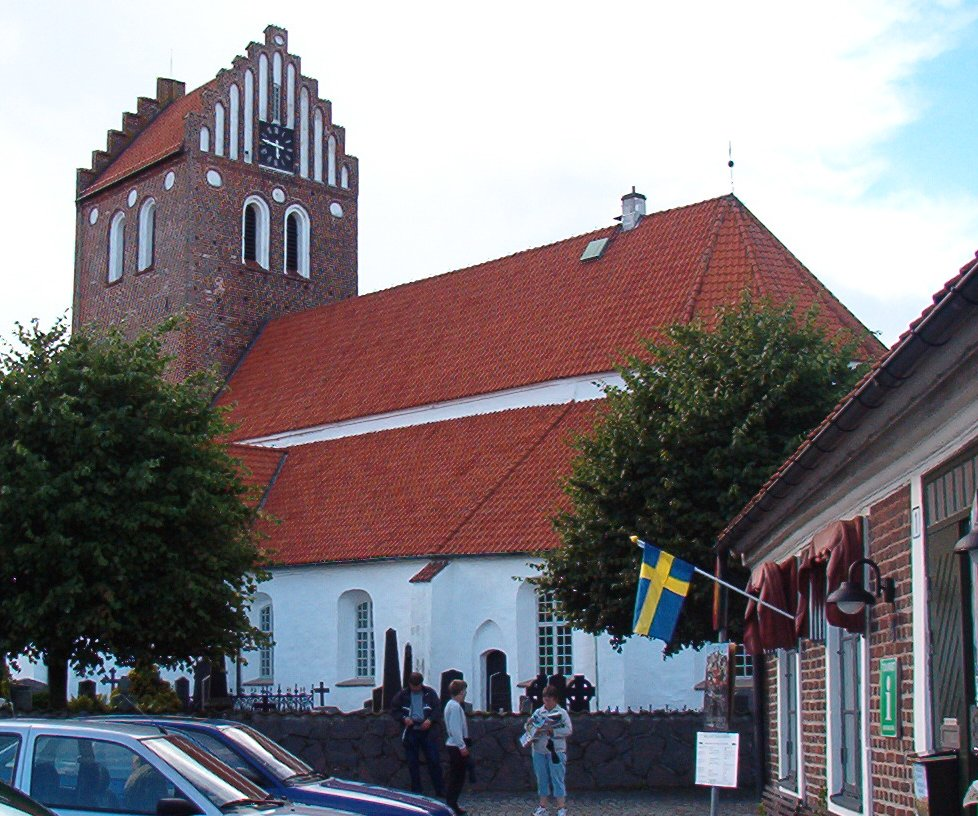
Marienkirche

Båstad ist eine Gemeinde (schwedisch kommun) in der südschwedischen Provinz Skåne län und den historischen Provinzen Schonen und Halland. Der Hauptort der Gemeinde ist Båstad.
Der Name leitet sich vom alt-dänischen Båtsted her, das Bootstätte bedeutet.

## Orte
Folgende Orte sind Ortschaften (tätorter):
- Båstad
- Förslöv
- Grevie
- Östra Karup
- Torekov
- Västra Karup

## Persönlichkeiten
- Franz Orgler (* 1914 in Barmen; † 2015), Leichtathlet; lebte seit 1937 in Schweden
- Märta Birgit Nilsson, Opernsängerin (* 1918, † 2005)